# Miletus porus
Miletus porus är en fjärilsart som beskrevs av John Nevill Eliot 1961. Miletus porus ingår i släktet Miletus och familjen juvelvingar. Inga underarter finns listade i Catalogue of Life.